# Sundgot
Sundgot este o localitate din comuna Ulstein, provincia Møre og Romsdal, Norvegia.